# SU-101/SU-102
SU-101 resp. SU-102 (rusky СУ-101, самоходная артиллерийская установка) byly prototypy sovětských stíhačů tanků vyvinuté konstrukční kanceláří Uralského závodu těžkého strojírenství v Jekatěrinburgu (Uralmašzavod) v roce 1944. Tyto stíhače, postavené na podvozku tanku T-44, měly původně nahradit stíhač tanků SU-100, jehož sériová výroba byla zahájena v srpnu 1944. Oba prototypy se od sebe lišily ráží svých kanónů. SU-101 byl vybaven 100mm kanónem D-10S, zatímco SU-102 122mm kanónem D-25S.  Ačkoli původně se počítalo se sériovou výrobou, byl projekt vzhledem k ukončení války v květnu 1945 posléze ukončen jako nepotřebný.

## Historie

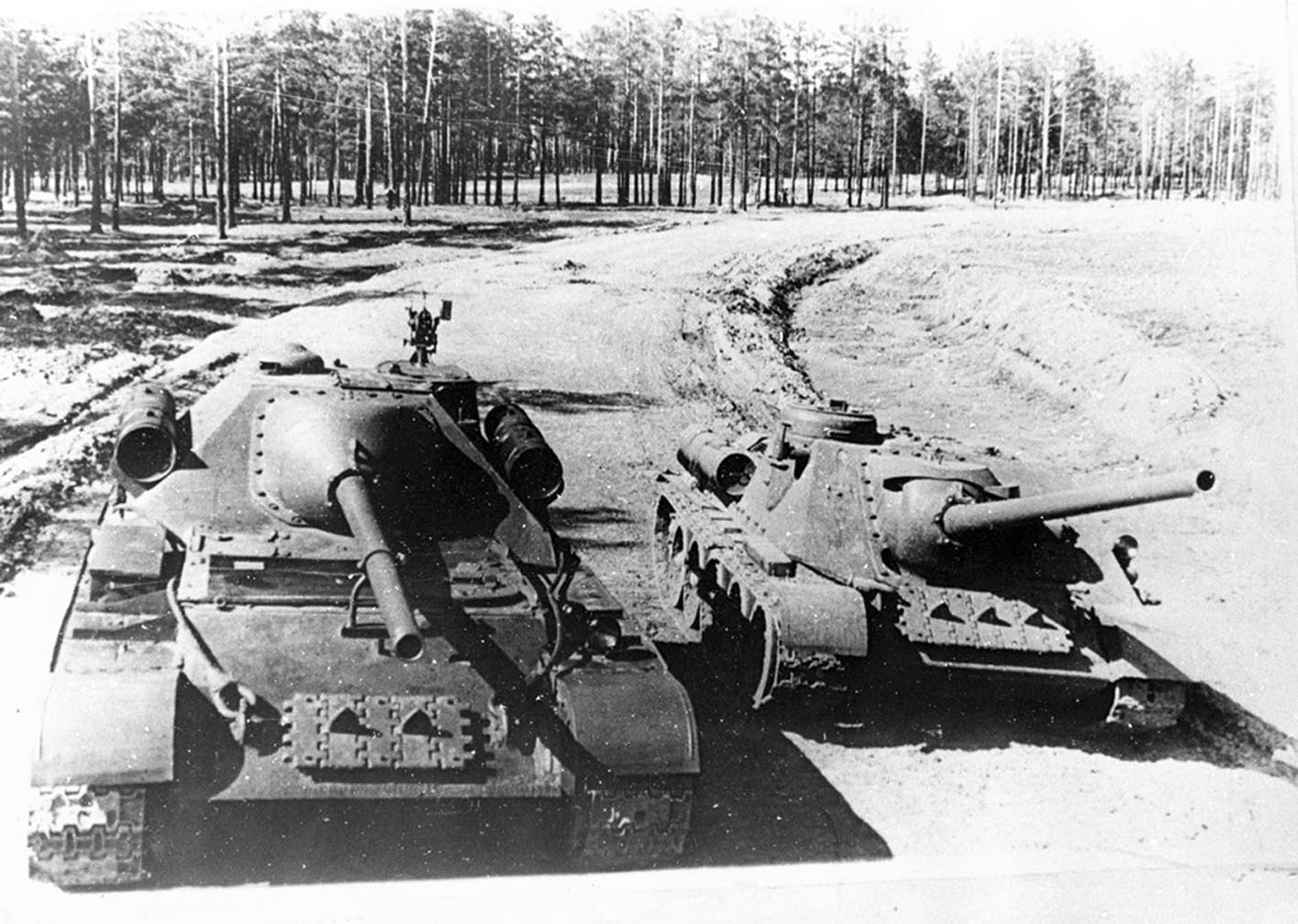
SU-101 a SU-100 na tankodromu Uralmašzavodu

Práce na vývoji stíhačů SU-101 a SU-102 začaly prakticky paralelně s prací na vývoji SU-100, v létě 1944. Zatímco bojové výsledky SU-100 postaveného na podvozku tanku T-34 se ukázaly jako uspokojivé, jeho základní dispoziční řešení s prostorem pro posádku vpředu a motorem vzadu bylo považováno za nevhodné. Nízko uložený kanón vyčníval daleko před vozidlo, což snižovalo jeho ovladatelnost v městských či zalesněných oblastech a mohlo způsobovat problémy ve zvlněném terénu, kde se stíhač, pokud byl řízen neopatrně, mohl zapíchnout hlavní do země. Předek SU-100 byl navíc velmi těžký, což mělo za následek nadměrné namáhání předních silničních kol, a tím nebezpečí mechanické poruchy. Očekávalo se, že všechny zmíněné problémy by ještě vzrostly, pokud by bylo třeba vybavit stíhač větším a těžším kanónem.
Aby se podobným problémům předešlo, navrhl konstruktér Uralmašzavodu N.V. Kurin několik přípravných verzí nových samohybných děl s použitím podvozků různých tehdejších sovětských tanků, a to jak s kabinou pro posádku vpředu, tak vzadu. V říjnu 1944 nabídla konstrukční kancelář posudkové technické komisi Ministerstva obranného průmyslu SSSR k dalšímu posouzení 5 verzí: 
- SU-122P – klasický SU-100 vybavený 122mm kanónem D-25S
- ESU-100 – klasický SU-100 s elektrickou převodovkou
- SU-100-M-1 – vybavený 100mm kanónem D-10S, na podvozku tanku T-34, s prostorem pro posádku vpředu
- SU-100-M-2 – vybavený 100mm kanónem D-10S, na podvozku tanku T-44, s prostorem pro posádku vzadu
- SU-122-44 – vybavený 122mm kanónem D-25-44S, na podvozku tanku T-44, s prostorem pro posádku vpředu

Posudková technická komise uznala 26. října 1944 jako nejslibnější verze SU-100-M-2 a SU-122-44, obě postavené na podvozku nového středního tanku T-44, a nařídila továrně Uralmašzavod dotažení obou projektů do stadia prototypu. 
Zatímco SU-100-M-2 se osvědčil jako kompaktní, dostatečně obrněný a na střední tank uspokojivě lehký, SU-122-44 se záhy ukázal jako příliš velký a těžký. Proto byly veškeré práce na tomto projektu nařízením ministerstva č. 107 ze dne 7. března 1945 zastaveny, kdežto projekt SU-100-M-2 byl přeznačen na Uralmaš-1. 
V březnu a dubnu 1945 byly postaveny dva prototypy. První, vybavený 100mm kanónem D-10, měl po uvedení do aktivní služby nést označení SU-101, druhý, vybavený 122mm kanónem D-25S měl nést označení SU-102. K tomu byl ještě zhotoven třetí, nevybavený prototyp, který měl sloužit k testování pancéřování při přímé palbě.
Zatímco válka s nacistickým Německem skončila v květnu 1945, prototypy stíhače tanků dál procházely testy v Uralmašzavodu až do podzimu toho roku. Během nich se objevily některé problémy jako přehřívání vnitřku vozidla způsobené nedostatečným chlazením motoru. To bylo velice nepříjemné zejména pro řidiče, který seděl hned vedle motoru a jehož pracoviště se v létě zahřívalo na nesnesitelně vysokou teplotu. Dalším problémem byl přeplněný a naprosto nevyhovující prostor pro posádku. Největším konstrukčním problémem prototypu však bylo, že SU-102 nedokázal dost dobře tlumit zákluz výkonného 122milimetrového kanónu. Všechny tyto nedostatky však byly považovány za řešitelné a stíhače byly doporučeny po patřičných úpravách k sériové výrobě. Vzhledem ke konci 2. světové války se však potřeba dalších samohybných děl ukázala jako zbytečná a výroba stíhačů SU-101 a SU-102 byla ukončena, ještě než začala.
Prototyp tahače tanků SU-101 se dochoval až do dnešních dní a v současné době je vystaven v expozici Tankového muzea v Kubince v Moskevské oblasti.